# ラフアオヘビ
ラフアオヘビ（学名：Opheodrys aestivus）は、ナミヘビ科アメリカアオヘビ属に分類されるヘビ。

## 分布
アメリカ合衆国東部、メキシコ東部

## 形態
全長60-80cm。体形は細長い。背面は緑色、腹面は白や淡黄色。鱗に筋状の隆起（キール）がある（手触りが粗い）ことが和名や英名の由来。
眼は大型で、虹彩は丸い。
幼蛇は体色が灰色がかる。

## 生態
水辺の草原や森林等に生息する。昼行性。
食性は動物食で、昆虫類やクモ等を食べる。
繁殖形態は卵生で、1回に4個の卵を産む。

## 人間との関係
ペットとして飼育されることもあり、日本にも輸入されている。ペットとして飼育されるヘビの主な餌であるマウスやラットに抵抗がある人向けのヘビとして紹介されることもある。しかし食事の間隔が短い、昼行性のため日光浴もしくはそれに代わる照明器具が必要、全長の割に広い飼育スペースがないと調子を崩しやすい等と飼育の易しい種ではないとされる。